# Ion Cănăvoiu
Ion Cănăvoiu ( 8 septembrie 1939 - 22 octombrie 1992, născut în satul Runcu, județul Gorj, România)  poet, prozator, traducător și epigramist. 

## Biografie
Ion Cănăvoiu a urmat cursurile Facultății de Litere din București, perioadă în care a și debutat cu poezie; a fost un talentat gazetar și, o perioadă, profesor în județul Olt.
A inițiat editarea unei publicații de satiră și umor intitulată HAZ-ul, revistă la care el era director, finanțator, editor, redactor și chiar difuzor. 
S-a stins din viață la 22 octombrie 1992, la Târgu Jiu. 
Un an mai târziu, în amintirea lui s-a organizat Festivalul Național de Umor “Ion Cănăvoiu”, cu secțiuni de carte de umor, epigrame, fabule, parodie, poezie satirică și proză umoristică, festival pe care Consiliul Județean Gorj, prin Centrul Județean pentru Conservarea și Promovarea Culturii Tradiționale, în parteneriat cu Biblioteca Județeană “Christian Tell”, Școala Populară de Artă, Asociația Epigramiștilor din România, Asociația Națională a Caricaturiștilor, Grupul de publicații “Flacăra”, Liga Culturală “Fiii Gorjului”, Consiliul local și Primăria Runcu, Societatea Umoriștilor Gorjeni il organizează la Târgu-Jiu și Runcu în fiecare an, în luna octombrie.

## Volume publicate
- Antologia epigramei românești, 2007
- „Soare cu dinți” (fabule), Editura Spicon Târgu-Jiu, 1991;
- „Poezii” (postum), Târgoviște, 1993;
- „Cobra regală” (epigrame, postum), Editura CCVCTP Gorj, 1994;
- „Sonetele vinului” (poeme postume), Editura PUNCT, ș.a.

### Activitate literară
- A inițiat editarea unei publicații de satiră și umor intitulată HAZ-ul, revistă la care el era director, finanțator, editor, redactor și chiar difuzor.
- În memoria lui se organizează anual Festivalul Național de Umor “Ion Cănăvoiu”, cu secțiuni de carte de umor, epigrame, fabule, parodie, poezie satirică și proză umoristică.